# World Apart
『World Apart』是ASIAN KUNG-FU GENERATION的第8張單曲。

## 解説
是單曲中首張獲得Oricon每週排行榜第1位的作品。在首張獲得Oricon第1位的專輯『ソルファ（Sol-fa）』發售前後，樂迷發起「作風不同了」的聲音的時候，以初期的作風為藍本的作品。事實上，剛好是能為一個月之後發售的專輯『ファンクラブ（樂迷俱樂部）』打頭陣的單曲。歌詞都是聯想著美國同時發生的多宗恐怖襲擊而寫的。另外，負責吉他的喜多建介因作曲的緣故而當了主唱的歌曲「嘘とワンダーランド（謊言與Wonderland）」也收錄在內。只限初回版附有貼紙。

## 收錄曲
1. （World Apart）
  - 跟之前的單曲A面（即主打歌曲）比較，是一首於整體上很重Rock味道的歌曲。A Melo（即首段）並沒有出現第2次。 另外，這首歌曲的標題的「Apart」與本來Apart（這裡指公寓，Apartment）的意思不同，是「被分離」的意思。
2. （永遠地）
  - 到最後一刻仍然苦惱該不該收錄在「ファンクラブ（樂迷俱樂部）」的歌曲。連喜多也說「想把歌曲放在專輯的第1首歌」來評價後藤的歌詞。
3. （謊言與Wonderland）
  - 本來是喜多於後藤不用錄音的時候時作給伊地知的歌曲，因為當時發起了「如果能把這個編曲配合喜多的聲音就很酷了」的念頭而被製作。